# Erotixxx Award

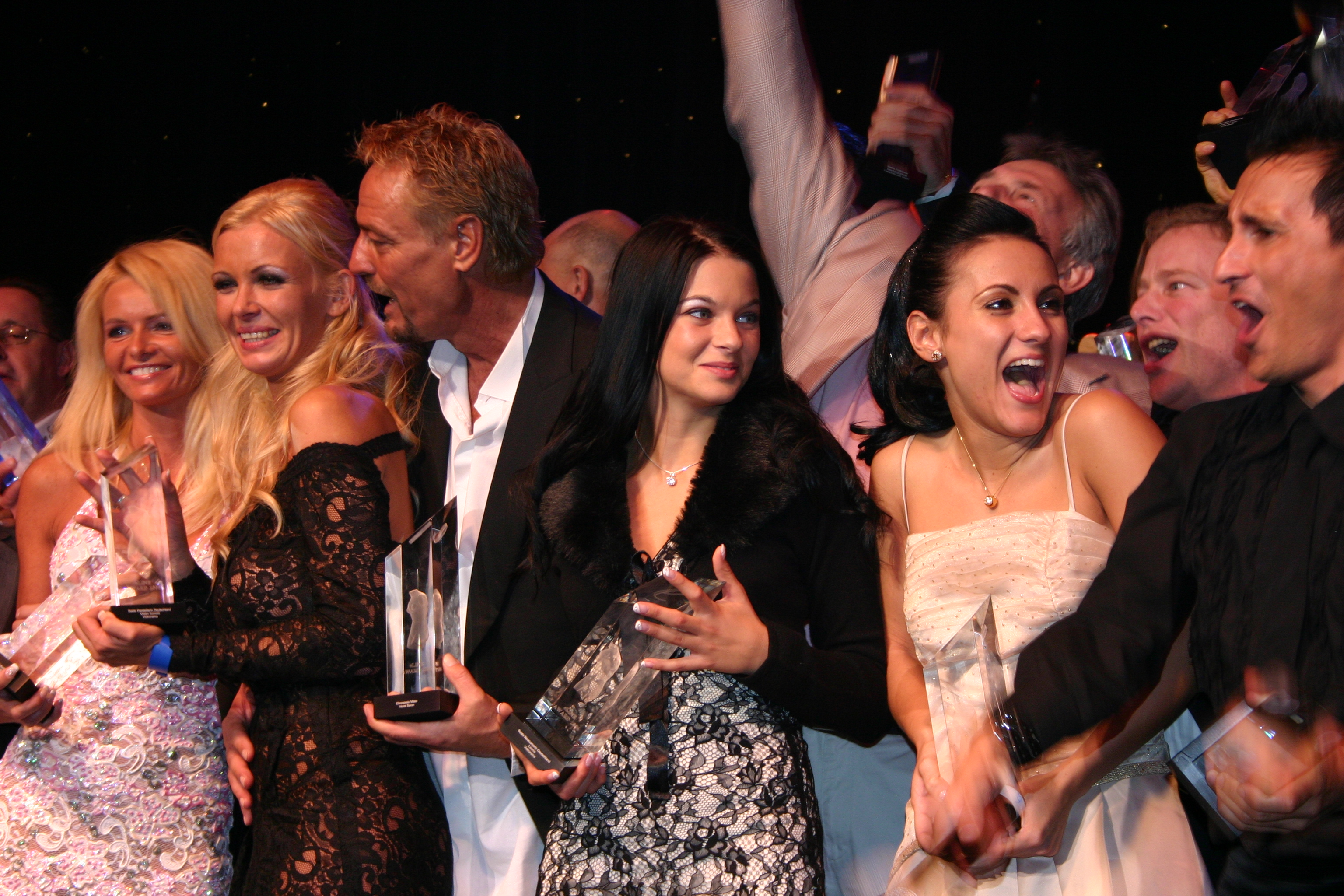
Einige Gewinner des Eroticline Awards 2006

Der Erotixxx Award (bis 2008 Eroticline Award bzw. eLine Award) ist ein deutscher Preis der Pornobranche, der seit 2005 von der Fachzeitschrift Medien eLine organisiert und in weit über 20 Kategorien verliehen wird. Die Preisträger werden durch eine Jury und durch Abstimmung unter den Webmastern bzw. registrierten Benutzern mehrerer deutscher Erotik-Portale ermittelt.
Die Verleihung des Awards erfolgt im Rahmen einer entsprechenden Galaveranstaltung und fand von 2005 bis 2009 anlässlich der Venus, der international größten Fachmesse für Erotik, in Berlin statt. Sie ersetzte damit anfänglich den bis 2004 vergebenen Venus Award, wird aber seit 2010 im Rahmen der neu gegründeten Erotikmesse eroFame zunächst in Potsdam, seit 2011 in Hannover vergeben. Zeitgleich wurde für die Venus 2010 der Venus Award wiederbelebt. Seit 2011 werden keine Darsteller und Persönlichkeiten mehr, sondern nur noch Produktionsfirmen und Hersteller von Sexspielzeug ausgezeichnet, um die Konkurrenz zum anerkannten Venus Award zu meiden.

## Preisträger 2005 (Auswahl)
- Bester Film International: Robinson Crusoe on Sin Island
- Bester Film Deutschland: Der Boss
- Bester Gay-Film: Rising Sun
- Beste Serie: Straßenflirts
- Beste Regie International: Mario Salieri
- Bester Regie Deutschland: John Thompson
- Bester Gay-Darsteller: Cameron Jackson
- Beste Darstellerin USA: Savanna Samson
- Beste Darstellerin Europa: Renee Pornero
- Beste Darstellerin Deutschland: Vivian Schmitt
- Bester Darsteller International: Rocco Siffredi
- Bester Darsteller Deutschland: Tobi Toxic
- Beste Newcomerin National: Jana Bach
- Beste Newcomerin International: Brigitta Bulgari
- Bestes Partnerprogramm: PartnerID.com
- Bestes Jugendschutzsystem: ueber18.de
- Bestes Erotik Portal: Fundorado.com[3]

## Preisträger 2006 (Auswahl)
- Bestes jugendfreies Angebot: SQ-Girls.de
- Bester Film International: Sex City
- Bester Film Deutschland: String Tanga
- Beste Serie Deutschland: Popp oder Hopp
- Beste Regie international: Tom Byron
- Beste Regie Deutschland: Nils Molitor
- Bester Darsteller International: Tommy Gunn
- Bester Darsteller Deutschland: Conny Dachs
- Beste Newcomerin international: Roberta Gemma
- Beste Darstellerin international: Poppy Morgan
- Beste Darstellerin USA: Jessica Drake
- Beste Newcomerin Deutschland: Leonie
- Beste Darstellerin Deutschland: Jana Bach, Vivian Schmitt
- Innovativstes Onlineprodukt: PrivateOnly.com
- Ehrenpreis Branche: Tobias Huch
- Ehrenpreis Darsteller: Horst Baron
- Ehrenpreis Darstellerin: Sai-Tai Tiger
- Special Award 2006: Ralf Dormann
- Bestes Erotik Portal: Fundorado.com[4][5]

## Preisträger 2007 (Auswahl)
- Beste Video-on-Demand Plattform: BLUVISTA.tv
- Bestes Newcomer-Portal: erotik1.de
- Innovativstes Toy-Produkt: Waver
- Bester Deutscher Film: Cabaret (Magmafilm)
- Bester Europäischer Film: The Sexual Adventures of Little Red (Private Media Group)
- Bester US-Film: Debbie Does Dallas… Again (Vivid)
- Beste Deutsche Serie: Kommst Du Mit? (INO GmbH)
- Beste Internationale Serie: Ass Drippers – Paradise Film
- Bester Interaktiver Film: InTERActive – Hustler Europe & Teravision
- Beste Gonzo Serie: Max Hardcore – Shots Media
- Bester High-Budget Film: Xcalibur – Woodman Entertainment
- Bester Adult Film for Women: Five Hot Stories for Her – Thagson
- Bester German Director: Nils Molitor – Magmafilm
- Bester International Director: Hervé Bodilis – Marc Dorcel
- Bester R-rated/Adult Film: Black Worm – Pulpo/Media Entertainment Establishment
- Beste Manga Series: Trimax
- Bester Deutscher Newcomer: Mandy Blue
- Bester Internationaler Newcomer: Carmen Hart
- Beste Deutsche Darstellerin: Leonie
- Bester Deutscher Darsteller: Carlo Minaldi
- Bester Internationaler Darsteller: Greg Centauro
- Beste Europäische Darstellerin: Yasmine
- Beste US-Darstellerin: Jesse Jane
- European Adult Life Style Award: Larry Flynt
- Ehrenaward Online/Offline: Tobias Huch
- Bestes Erotik Portal: Fundorado.com
- Beste Video-on-Demand Plattform: BLUVISTA.tv
- Bestes Newcomer-Portal: erotik1.de
- Bester Kundensupport: privat-akt.com[6]

## Preisträger 2008 (Auswahl)
- Beste Video-on-Demand Plattform: BLUVISTA.tv
- Bester Amateur-Newcomer: Yüksel D.
- Bester Film Deutschland: Küche, Kiste, Bett – Heavy Dreams
- Bester High Budget Film: Casino – No Limit (Marc Dorcel)
- Bester Feature Film Europa: Dog World (Thagson)
- Bester Feature Film USA: Roller Dollz (Zero Tolerance)
- Bester Regisseur Deutschland: Karl Berg
- Bester Regisseur Europa: Hervé Bodilis
- Bester Regisseur USA: Robby D.
- Beste Serie Deutschland: Die Luders (Goldlight)
- Beste Serie Europa: Virtual Sex with… (Playhouse)
- Beste Serie USA: Barely Legal (Hustler)
- Bester Film Europa: Casino – No Limit (Marc Dorcel)
- Bester Film USA: Cry Wolf (Vivid)
- Bester Cross Over Star 2008 Deutschland: Jana Bach
- Bester Cross Over Star 2008 International: Roberta Missoni
- Beste Newcomerin Deutschland 2008: Annina Ucatis
- Beste Newcomerin Europa 2008: Greta Martini
- Beste Newcomerin USA 2008: Stoya
- Award for Outstanding Achievements: Jessica Drake
- Beste Darstellerin Deutschland: Tyra Misoux
- Beste Darstellerin Europa: Yasmine
- Beste Darstellerin USA: Jesse Jane
- Bester Darsteller International: Randy Spears
- Bester Darsteller Deutschland: Greg Centauro
- Beste Softcore Video-on-Demand Site: Erotic Lounge: www.erotic-lounge.com[7]
- Innovativstes online VIP Marketing: mariamiacam.com + WebcamgirlJulia.com[7]

## Preisträger 2009 (Auswahl)
- Bester Regisseur Europa: Hervé Bodilis
- Bester Regisseur USA: Joone
- Beste Serie Deutschland: Nachbarin Gerda (Videorama)
- Beste Serie International: This Ain’t… (Hustler)
- Beste Amateur-Serie Deutschland: Traut Euch (Muschi Movie/INO GmbH)
- Beste Amateur-Serie International: Real Punting (LoadXXX)
- Beste Reality-Serie: Dominiques Fuck Akademie (Magmafilm)
- Bester Deutscher Film: Black and White 4U (Paradise Film)
- Bester Europäischer Film: Ritual (Marc Dorcel)
- Bester Feature Film: Die Waffen einer Frau (Goldlight Film)
- Bester Film USA: Pirates II: Stagnetti’s Revenge (Digital Playground)
- Bester Gay-Film: Trained to Obey (A2Z-Distribution)
- Beste Gay-Series 2009: Triga (LoadXXX)
- Bester Darsteller: Porn Fighter Long John
- Beste Darstellerin Serie: Vanessa Jordin
- Beste Darstellerin Reality: Jae
- Bester Cross-Over-Star 2009: Maria Mia
- Bester Deutscher Newcomer: Jasmine la Rouge
- Bester Internationaler Newcomer: Janine Rose
- Beste Deutsche Darstellerin: Vivian Schmitt
- Beste Europäische Darstellerin: Tarra White
- Beste Internationale Darstellerin: Mandy Bright
- Rising Star 2009: Wanita Tan (Magmafilm)[8]
- Pornstar of the Year 2009: Jana Bach[8]

## Preisträger 2010 (Auswahl)
- Best Amateur Actress: Sexy Cora[9]
- Best International Actress: Tarra White
- Best Amateur Newcomer: Lexis Note Brown
- Rising Star: Lena Nitro
- Bester Darsteller: Titus Steel
- Best Live-Act: Maria Mia
- Bester Film: Body Heat (Digital Playground)
- Beste Film-Serie JAE von Jae
- Pornstar of the Year: Sharon da Vale
- Best German Newcomer: Mia Magma
- Best European Amateur Actress: Katie Gold
- Best German Actress: Jasmine la Rouge
- Best European Actress: Black Angelika
- Best US Actress: Kayden Kross
- Best Marketing Team: ORION
- Award für außergewöhnliche Leistung für die Industrie: Nick Orlandino[10]